# Детерминанта
У алгебри, детерминанта је функција која зависи од n, која додељује скаларну вредност, det(A), свакој n×n квадратној матрици A. Важно својство детерминанте је да је матрица A над пољем (на пример, реална или комплексна матрица) инвертибилна ако и само ако је њена детерминанта различита од нуле. Отуда потиче и назив „детерминанта“, јер ова вредност одређује (детерминише) да ли је матрица инвертибилна или не.
Детерминанте су важне и у математичкој анализи, где су неопходне за увођење смена код функција више променљивих, као и у мултилинеарној алгебри.
За фиксиран позитивни цео број n, постоји јединствена функција детерминанте за n×n матрице над било којим комутативним прстеном R. Специјално, ова функција постоји када је R поље реалних или комплексних бројева.

## Нотација
Детерминанта матрице A се такође некада означава и као {\displaystyle |A|}. Ова нотација може да буде двосмислена, јер се такође користи и за одређене норме матрице и за апсолутну вредност. Међутим, норма матрице се често означава са две вертикалне црте (тј. {\displaystyle \|\cdot \|}). Стога се оваква нотација (помоћу вертикалних црта) врло често користи. На пример, за матрицу
{\displaystyle A={\begin{bmatrix}a&b&c\\d&e&f\\g&h&i\end{bmatrix}}\,}
детерминанта {\displaystyle \det(A)} се може означити као {\displaystyle |A|} или експлицитније као
{\displaystyle |A|={\begin{vmatrix}a&b&c\\d&e&f\\g&h&i\end{vmatrix}}.\,}
То јест, угласте заграде се замењују вертикалним цртама.

## Детерминанте матрица формата 2-са-2
Матрица формата 2×2
{\displaystyle A={\begin{bmatrix}a&b\\c&d\end{bmatrix}}\,}
има детерминанту
{\displaystyle \det(A)=ad-bc.\,}
Интерпретација када матрица има чланове који су реални бројеви је да даје оријентисану површину паралелограма са теменима (0,0), (a,b), (a + c, b + d), и (c,d). (За овај паралелограм кажемо да је разапет над векторима (a, b) и (c,d).) Оријентисана површина је иста као и уобичајена површина, осим што је негативна када се темена поређају у правцу казаљке на сату.
Формуле за веће матрице су дате доле.

## Детерминанте матрица формата 3-са-3
Матрица формата 3×3
{\displaystyle A={\begin{bmatrix}a&b&c\\d&e&f\\g&h&i\end{bmatrix}}.}
Коришћењем Лапласовог развоја по кофакторима на првој врсти матрице, добијамо:
{\displaystyle \det(A)=a{\begin{vmatrix}e&f\\h&i\end{vmatrix}}-b{\begin{vmatrix}d&f\\g&i\end{vmatrix}}+c{\begin{vmatrix}d&e\\g&h\end{vmatrix}}=aei-afh-bdi+cdh+bfg-ceg,}
што је једнако
{\displaystyle \det(A)=aei+bfg+cdh-gec-hfa-idb.}
Формула за детерминанту формата 3 × 3 се може лако запамтити применом следећег „Сарусовог правила“. Детерминанта матрице формата 3 × 3 једнака је збиру производа елемената три дијагоналне линије које воде од северозапада до југоистока, минус збир производа елемената три дијагоналне линије које воде од југозапада до североистока, када се прве две колоне матрице препишу поред матрице као што је показано испод:
{\displaystyle {\begin{matrix}\color {red}a&\color {red}b&\color {red}c&a&b\\d&\color {red}e&\color {red}f&\color {red}d&e\\g&h&\color {red}i&\color {red}g&\color {red}h\end{matrix}}\quad -\quad {\begin{matrix}a&b&\color {blue}c&\color {blue}a&\color {blue}b\\d&\color {blue}e&\color {blue}f&\color {blue}d&e\\\color {blue}g&\color {blue}h&\color {blue}i&g&h\end{matrix}}}
Сарусово правило је мнемоник, односно само визуелна помоћ за памћење формуле, и не важи за матрице већег формата.

## Примене
Детерминанте се користе за описивање инвертибилних матрица (то су матрице чије детерминанте су различите од нуле), и да се експлицитно опише решење система система линеарних једначина помоћу Крамеровог правила. Такође се могу користити и за проналажење сопствене вредности матрице {\displaystyle A} помоћу карактеристичног полинома
{\displaystyle p(x)=\det(xI-A)\,}
где је I јединична матрица исте димензије као и A.
Понекад се матрица посматра као додела броја сваком низу од {\displaystyle n} вектора у {\displaystyle \mathbb {R} ^{n}}, коришћењем квадратне матрице чије су колоне дати вектори.
Имајући ово у виду, знак детерминанте базе се може користити да се дефинише појам оријентације у Еуклидском простору.
Детерминанте се користе да се израчунају запремине у векторској анализи: апсолутна вредност детерминанте реалних вектора је једнака запремини паралелепипеда који граде ти вектори. Као последица, ако је линеарно пресликавање {\displaystyle f:\mathbb {R} ^{n}\rightarrow \mathbb {R} ^{n}} представљено матрицом {\displaystyle A}, и {\displaystyle S} је било који мерљиви подскуп од {\displaystyle \mathbb {R} ^{n}}, онда је запремина {\displaystyle f(S)} једнака {\displaystyle \left|\det(A)\right|\times \operatorname {zapremina} (S)}. Општије, ако је линеарно пресликавање {\displaystyle f:\mathbb {R} ^{n}\rightarrow \mathbb {R} ^{m}} представљено {\displaystyle m}-са-{\displaystyle n} матрицом {\displaystyle A}, и {\displaystyle S} је било који мерљиви подскуп од {\displaystyle \mathbb {R} ^{n}}, онда је {\displaystyle n}-димензиона запремина од {\displaystyle f(S)} једнака {\displaystyle {\sqrt {\det(A^{\top }A)}}\times \operatorname {zapremina} (S)}.
У математичкој анализи, код рачунања интеграла по подскуповима Еуклидског простора R' у димензијама n ≥ 2, приликом увођења смене се у интегранду појављује и додатни фактор, „јакобијан“, који представља детерминанту Јакобијеве матрице за дату смену:
{\displaystyle \det {\begin{bmatrix}{\dfrac {\partial y_{1}}{\partial x_{1}}}&\cdots &{\dfrac {\partial y_{1}}{\partial x_{n}}}\\\vdots &\ddots &\vdots \\{\dfrac {\partial y_{n}}{\partial x_{1}}}&\cdots &{\dfrac {\partial y_{n}}{\partial x_{n}}}\end{bmatrix}}.}
Јакобијан се слично појављује у дефиницији интеграције на диференцијабилним многострукостима, где улогу смене имају пресликавања промене координата између појединих мапа у атласу.

## Општа дефиниција и рачунање
Дефиниција детерминанте потиче од следеће теореме:
Нека  означава скуп свих {\displaystyle n\times n} матрица над пољем K. Постоји тачно једна функција
{\displaystyle F:M_{n}(K)\longrightarrow K}
са следећа два својства:
- {\displaystyle F} алтернира мултилинеарно у односу на колоне;
- {\displaystyle F(I)=1}.

Детерминанта се може дефинисати као јединствена функција са наведеним својствима.
У доказивању горње теореме, такође се добија Лајбницова формула:
{\displaystyle \det(A)=\sum _{\sigma \in S_{n}}\operatorname {sgn}(\sigma )\prod _{i=1}^{n}A_{i,\sigma (i)}.}
Сума се рачуна над свим пермутацијама {\displaystyle \sigma } бројева {} а {\displaystyle \operatorname {sgn}(\sigma )} означава знак пермутације {\displaystyle \sigma }: +1 ако је {\displaystyle \sigma } парна пермутација, а −1 ако је непарна. Ова формула садржи {\displaystyle n!} (факторијел) сабирака, и стога је непрактична за нумеричко израчунавање детерминаната када је {\displaystyle n} велико.
За мале матрице се добијају следеће формуле:
- ако је {\displaystyle A} матрица формата 1-са-1, онда {\displaystyle \det(A)=A_{1,1}.\,}
- ако је {\displaystyle A} матрица формата 2-са-2, онда {\displaystyle \det(A)=A_{1,1}A_{2,2}-A_{2,1}A_{1,2}.\,}
- за матрице {\displaystyle A} формата 3-са-3, формула је компликованија:

{\displaystyle {\begin{matrix}\det(A)&=&A_{1,1}A_{2,2}A_{3,3}+A_{1,3}A_{2,1}A_{3,2}+A_{1,2}A_{2,3}A_{3,1}\\&&-A_{1,3}A_{2,2}A_{3,1}-A_{1,1}A_{2,3}A_{3,2}-A_{1,2}A_{2,1}A_{3,3}.\end{matrix}}\,}
Такође је могуће разложити детерминанту дуж неке врсте или колоне, коришћењем Лапласовог развоја, који је ефикасан за релативно мале матрице. Како бисмо разложили матрицу дуж врсте {\displaystyle i}, пишемо
{\displaystyle \det(A)=\sum _{j=1}^{n}A_{i,j}C_{i,j}=\sum _{j=1}^{n}A_{i,j}(-1)^{i+j}M_{i,j}}
где {\displaystyle C_{i,j}} представља матрицу кофактора, то јест, {\displaystyle C_{i,j}} је једнако {\displaystyle (-1)^{i+j}} пута минор {\displaystyle M_{i,j}}, који је детерминанта матрице која се добије када се из матрице {\displaystyle A} уклони {\displaystyle i}-та врста и {\displaystyle j}-та колона. У општем случају, поновљена примена Лапласовог развоја по врстама или колонама за нумеричко израчунавање детерминанте формата  ×  при великом n није практична, јер захтева више од n! операција.
У општем случају, детерминанту можемо израчунати коришћењем Гаусове елиминације помоћу следећих правила:
- Ако је {\displaystyle A} троугаона матрица, тј. {\displaystyle A_{i,j}=0\,} када год је {\displaystyle i>j} или алтернативно када год је {\displaystyle i<j}, онда {\displaystyle \det(A)=A_{1,1}A_{2,2}\cdots A_{n,n}\,} (производ дијагоналних чланова матрице {\displaystyle A}).
- Ако се матрица {\displaystyle B} добија од матрице {\displaystyle A} заменом места двема врстама или колонама, онда {\displaystyle \det(B)=-\det(A).\,}
- Ако се матрица {\displaystyle B} добија од матрице {\displaystyle A} множењем једне врсте или колоне бројем {\displaystyle c}, онда {\displaystyle \det(B)=c\,\det(A).\,}
- ако се матрица {\displaystyle B} добија од матрице {\displaystyle A} додавањем умношка једне врсте другој, или једне колоне другој, онда {\displaystyle \det(B)=\det(A).\,}

Експлицитно, ако се пође од неке матрице, могу се користити последња три правила да се она трансформише у троугаону матрицу, а зарим је помоћу прва три правила лако израчунати њену детерминанту.

## Пример
Претпоставимо да желимо да израчунамо детерминанту матрице
{\displaystyle A={\begin{bmatrix}-2&2&-3\\-1&1&3\\2&0&-1\end{bmatrix}}.}
Можемо директно да искористимо Лајбницову формулу:
| {\displaystyle \det(A)\,} | {\displaystyle =\,} | {\displaystyle (-2\cdot 1\cdot -1)+(-3\cdot -1\cdot 0)+(2\cdot 3\cdot 2)}  |
|                           |                     | {\displaystyle -(-3\cdot 1\cdot 2)-(-2\cdot 3\cdot 0)-(2\cdot -1\cdot -1)} |
|                           | {\displaystyle =\,} | {\displaystyle 2+0+12-(-6)-0-2=18.\,}                                      |
Такође, можемо да искористимо Лапласов развој дуж врсте или колоне. Најподесније је изабрати врсту или колону са што више нула, па бирамо другу колону:
| {\displaystyle \det(A)\,} | {\displaystyle =\,} | {\displaystyle (-1)^{1+2}\cdot 2\cdot \det {\begin{bmatrix}-1&3\\2&-1\end{bmatrix}}+(-1)^{2+2}\cdot 1\cdot \det {\begin{bmatrix}-2&-3\\2&-1\end{bmatrix}}} |
|                           | {\displaystyle =\,} | {\displaystyle (-2)\cdot ((-1)\cdot (-1)-2\cdot 3)+1\cdot ((-2)\cdot (-1)-2\cdot (-3))}                                                                    |
|                           | {\displaystyle =\,} | {\displaystyle (-2)(-5)+8=18.\,} |
Трећи начин (најпрактичнији за веће матрице) би користио Гаусов алгоритам. Када се рачун врши ручно, обично се поступак може значајно скратити додавањем умножака колона или врста другим колонама или врстама; ово не мења вредност детерминанте, а даје нуле које упрошћавају каснија рачунања. У овом случају, додавање друге колоне првој је врло корисно:
{\displaystyle {\begin{bmatrix}0&2&-3\\0&1&3\\2&0&-1\end{bmatrix}}}
и ова детерминанта се може брзо разложити по првој колони:
| {\displaystyle \det(A)\,} | {\displaystyle =\,} | {\displaystyle (-1)^{3+1}\cdot 2\cdot \det {\begin{bmatrix}2&-3\\1&3\end{bmatrix}}} |
|                           | {\displaystyle =\,} | {\displaystyle 2\cdot (2\cdot 3-1\cdot (-3))=2\cdot 9=18.\,}                        |

## Својства
Детерминанта је мултипликативно пресликавање у смислу да
{\displaystyle \det(AB)=\det(A)\det(B)\,} за све n-са-n матрице {\displaystyle A} и {\displaystyle B}.
Лако је видети да је {\displaystyle \det(rI_{n})=r^{n}\,} и стога
{\displaystyle \det(rA)=\det(rI_{n}\cdot A)=r^{n}\det(A)\,} за сваку n-са-nматрицу {\displaystyle A} и за сваки скалар {\displaystyle r}.
Матрица над комутативним прстеном R је инвертибилна ако и само ако је њена детерминанта јединица (односно инвертибилан елемент) у R. Специјално, ако је A матрица над пољем као што су реални или комплексни бројеви, онда је A инвертибилна акко је det(A) различита од нуле. У овом случају имамо
{\displaystyle \det(A^{-1})=\det(A)^{-1}.\,}
Изражено на други начин: вектори {\displaystyle v_{1},\cdots ,v_{n}} у {\displaystyle \mathbb {R} ^{n}} формирају базу акко {\displaystyle \det(v_{1},\cdots ,v_{n})} није једнако нули.
Матрица, и њена транспонована матрица имају исту детерминанту:
{\displaystyle \det(A^{\top })=\det(A).\,}
Детерминанте комплексне матрице, и њој конјуговано транспоноване матрице су конјуговани комплексни бројеви:
{\displaystyle \det(A^{*})=\det(A)^{*}.\,}
Детерминанта матрице {\displaystyle A} испољава следећа својства у односу на елементарне трансформације матрице {\displaystyle A}:
1. Замена места врстама или колонама множи детерминанту бројем −1.
2. Множење врсте или колоне са {\displaystyle m} множи детерминанту бројем {\displaystyle m}.
3. Додавање умношка врсте или колоне другој врсти или колони не мења детерминанту.

Ако су {\displaystyle A} и {\displaystyle B} сличне матрице, то јест, постоји инвертибилна матрица {\displaystyle X}, таква да {\displaystyle A} = {\displaystyle X^{-1}BX}, онда по мултипликативном својству,
{\displaystyle \det(A)=\det(B).\,}
Због овога, детерминанта матрице неког линеарног оператора {\displaystyle T:V\rightarrow V} на коначно димензионом векторском простору V не зависи од избора базе у V. Заједничка вредност свих матрица датог линеарног оператора T назива се детерминантом линеарног оператора T и означава са  . Овај однос је једносмеран: постоје матрице чије детерминанте су исте, али оне нису сличне.

### Извод
Детерминанте реалних квадратних матрица су полиномијалне функције са {\displaystyle \mathbb {R} ^{n\times n}} на {\displaystyle \mathbb {R} }, и као такве су увек диференцијабилне. Њихов извод се може изразити Јакобијевом формулом:
{\displaystyle d\,\det(A)=\operatorname {tr} (\operatorname {adj} (A)\,dA)}
где adj(A) означава адјунговану матрицу од A. Специјално, ако је A инвертибилна, имамо
{\displaystyle d\,\det(A)=\det(A)\,\operatorname {tr} (A^{-1}\,dA)}
или, 
{\displaystyle \det(A+X)-\det(A)\approx \det(A)\,\operatorname {tr} (A^{-1}X)}
ако су чланови матрице {\displaystyle X} сувише мали. Специјалан случај када је {\displaystyle A} једнака јединичној матрици, {\displaystyle I} добија се
{\displaystyle \det(I+X)\approx 1+\operatorname {tr} (X).}
Као извод по сваком посебном елементу матрице, ове формуле гласе
{\displaystyle {\frac {\partial \det(A)}{\partial A_{ij}}}=\det(A)(A^{-1})_{ij}.}